# Joan Willems
Johannes Martinus (Joan) Willems (Tilburg, 14 maart 1909 – Tilburg, 30 november 1974) was een Nederlands politicus. Hij was van 1946 tot 1970 lid van de Tweede Kamer der Staten-Generaal en van 1970 tot 1974 gedeputeerde in de provincie Noord-Brabant. Willems was lid van de Partij van de Arbeid (PvdA) en gold als katholiek in zijn partij als belangrijk doorbraaksocialist.

## Loopbaan
Willems was de zoon van een schoolhoofd. Hij studeerde klassieke letteren, archeologie en prehistorie en kunstgeschiedenis aan de Gemeentelijke Universiteit Amsterdam. Geen van de studies voltooide hij. In de Tweede Wereldoorlog was hij actief in het verzet en redacteur van het illegale verzetsblad Christofoor. In dit blad publiceerde hij in 1944 samen met Geert Ruygers het artikel Politieke actie en katholieke actie, een manifest over katholieke doorbraak. Willems zat in de winter van 1940/41 korte tijd gevangen in kamp Sint-Michielsgestel.
Direct na de oorlog was hij een van de oprichters van de PvdA. Hij werd in 1946 gekozen in de Tweede Kamer en was vanaf 1947 voorzitter van de Katholieke Werkgemeenschap in de PvdA. In 1953 werd hij lid van de gemeenteraad van zijn woonplaats Oisterwijk en in 1954 lid van de Provinciale Staten van Noord-Brabant. In de Kamer hield hij zich bezig met culturele zaken en Koninkrijksaangelegenheden. Hij was vanaf 1952 vicefractievoorzitter.
In het Bisschoppelijk Mandement van 1954 werden katholieken door de Nederlandse bisschoppen ontraden om lid te zijn van de socialistische PvdA. De gelovig en praktiserend katholiek Willems reageerde op een partijcongres in dat jaar met de woorden: Uit onze geloofsovertuiging weten wij ons juist verantwoord onder het vaan van het socialisme te moeten blijven werken en strijden voor een betere maatschappij, waarin voor iedereen een betere bestaanszekerheid aanwezig is. Met katholieke partijgenoten als Ruygers, Sjeng Tans en George Cammelbeeck bleef Willems actief in de PvdA, maar schuwde hij tegelijkertijd de dialoog met de bisschoppen niet. Volgens Willems gaf monseigneur Bekkers hem later gelijk.
Willems verliet de Kamer in 1970 om gedeputeerde in de provincie Noord-Brabant te worden. In juni 1974 nam hij afscheid van de politiek. Joan Willems overleed in november 1974 op 65-jarige leeftijd in een ziekenhuis in Tilburg.

## Privéleven
Willems was getrouwd en had elf kinderen. Zijn zoon Wilbert Willems was namens GroenLinks lid van de Tweede Kamer en wethouder in Breda.